# Anastasia Gorbenko
Anastasia Gorbenko (en hébreu : אנסטסיה גורבנקו), née le 7 août 2003 à Haïfa, est une nageuse israélienne spécialiste du 4 nages. Elle est sacrée championne d'Europe sur le 200 m 4 nages lors des championnats d'Europe 2020.

## Jeunesse
Née à Haïfa en août 2003, elle est la fille de parents ukrainiens dont Vladimir Gorbenko et grandit à Kiryat-Bialik.

## Carrière
À seulement 13 ans, Anastasia Gorbenko bat son premier record d'Israël de sa catégorie d'âge sur le 100 brasse en 1 min 15 s 43. Quelques mois plus tard, elle remporte deux médailles d'or lors des Maccabiades 2017 : sur le 100 m nage libre filles et le 4 × 100 m nage libre.
En 2018, Anastasia Gorbenko représente Israël aux Jeux olympiques de la jeunesse où elle décroche la médaille d'or sur le 200 m 4 nages en 2 min 12 s 88 devant la Serbe Anja Crevar (2 min 13 s 98) et la Française Cyrielle Duhamel (2 min 14 s 15). Elle termine également 9e du 200 m dos et 7e du 100 m nage libre. Elle devient la première Israélienne à remporter l'or en natation aux Jeux olympiques de la jeunesse et bat ainsi le record d'Israël de la distance détenue depuis 2012 par Amit Ivri.
L'année suivante aux Championnats d'Europe juniors 2019, elle remporte l'argent sur le 50 m dos en battant le record d'Israël en 28 s 21 derrière la Russe Daria Vaskina ainsi que sur le 200 m 4 nages derrière l'Allemande Zoe Vogelmann.
En 2021, lors des championnats d'Europe, elle devient la première Israélienne à passer sous la barre des 1 minute sur le 100 m dos en réalisant 59 s 96 lors des séries, nouveau record d'Israël de la distance. Pendant les championnats, elle bat quatre records d'Israël différents : celui du 200 m 4 nages (2 min 10 s 35), 100 m dos (59 s 78), 50 brasse (31 s 33) et du 100 m brasse (1 min 6 s 74). Le 22 mai, elle remporte l'or sur le 200 m 4 nages en 2 min 9 s 99 devant la sextuple championne de la discipline, la Hongroise Katinka Hosszú.
En 2024, elle décroche la médaille d'argent du 400 m quatre nages, unique médaille israélienne de  la compétition. Elle est bruyamment sifflée dimanche par le public lors de sa prise de parole publique dans le contexte du conflit entre Israël et le Hamas consécutive à l’attaque du 7 octobre 2023. Néanmoins, elle  indique qu’elle s’était toujours sentie en sécurité au Qatar lors du championnat et qu’elle n’hésitera pas à nager lors de futurs événements dans les pays arabes  . Elle dédie sa médaille historique à son compatriote Matan Angrest, avec qui elle a partagé ses études, et actuellement otage détenu par le Hamas.

## Palmarès

### Championnat du Monde
- Championnat du monde 2024 à Doha (Qatar)
  -  Médaille d'argent du 400 m 4 nages

### Championnats d'Europe

#### En grand bassin
- Championnats d'Europe 2020 à Budapest (Hongrie) :
  -  Médaille d'or du 400 m 4 nages
- Championnats d'Europe 2024 à Belgrade (Serbie) :
  -  Médaille d'or du 200 m 4 nages
  -  Médaille d'or du 400 m 4 nages
  -  Médaille d'or au relais 4 × 200 m nage libre
  -  Médaille d'or au relais 4 × 100 m 4 nages mixte
  -  Médaille d'or au relais 4 × 200 m nage libre mixte

#### Juniors
- Championnats d'Europe juniors 2019 à Kazan (Russie) :
  -  Médaille d'argent du 50 m dos
  -  Médaille d'argent du 200 m 4 nages

### Jeux olympiques de la jeunesse
- Jeux olympiques de la jeunesse de 2018 à Buenos Aires (Argentine) :
  -  Médaille d'or du 200 m 4 nages